# Myrophis cheni
Myrophis cheni är en fiskart som beskrevs av Chen och Weng, 1967. Myrophis cheni ingår i släktet Myrophis och familjen Ophichthidae. Inga underarter finns listade i Catalogue of Life.